# 西洋旅案内
『西洋旅案内』（せいようたびあんない）は、福澤諭吉の著書のひとつ。1867年（慶応3年）初冬に発行された。上下2巻よりなる。西洋旅行のための実践的なガイドブックである。

## 成立
1867年（慶応3年）に福澤は軍艦引き取りのための通訳としてアメリカ合衆国に渡った。この時に上司に反抗的な態度を取ったため、帰国後に謹慎を言い渡された。その謹慎中に書き上げたのが『西洋旅案内』である。
福澤は『福翁自伝』で次のように述べている。
私は幕府の外務省に出て翻訳をしていたのであるが、外国奉行から咎（）められた。「ドウも貴様はアメリカ行の御用中不都合があるから引っ込んで謹慎せよ」と言う。勿論（）幕府の引っ込めというのは誠に楽なもので、外に出るのは一向構わぬ。ただ役所に出さえしなければ宜（）しいのであるから、一身のためには何（）ともない。却って暇になって難有（）いくらいのことだから、命令の通り直ぐ引っ込んで、その時に西洋旅案内という本を書いていました。

## 目録
巻之上
- 世界の図
- 総論
- 船賃払方の事
- 為替金の事
- 通用金相場の事
- 船中の模様
- 経緯度の事
- 世界中時候の事
- 印度海飛脚船の立寄る場所
  - 上海 香港 サイゴン シンガポウル ピナン セイロン アデン スエズ アレキサンデリヤ メシナ マルセイル パリス マルタ ジブラルタル サウスアンプトン ロンドン

巻之下
- 太平海飛脚船の立寄る場所
  - サンドヰチ サンフランシスコ アカポルコ パナマ アスピンウヲンル ニウヨルク

附録
- 商法
  - コンシュル勤方の事
  - 両替屋の事
  - 商売船雇人の事
  - 積荷請取状の事
  - 商売船買入の事
  - 荷物送状の事
  - 売捌勘定書の事
  - 災難請合の事
    - 生涯請合
    - 火災請合
    - 海上請合

## 内容
附録で保険制度を紹介して、生涯請合（生命保険）、火災請合（火災保険）、海上請合（損害保険）の3種の災難請合について説明している。
以下、『福沢諭吉選集〈第2巻〉』（岩波書店）収録の「西洋旅案内〔抄〕」からの引用を含む。

### 食事の注意
西洋の食事について、次のような注意をしている。
日本にて平生肉食（）に馴れざる人は、船に乗るとき、漬物、醤油、其外の食物（）、少し計（）用意すべし。外国風の食物のみにては、はじめ二、三十日の間（）困るものなり。

### タバコのマナー
タバコのマナーについて、次のような注意をしている。
婦人の前にて烟草をのむなどは、甚だ失礼のことゝせり。謹（）むべし。このことは船中計（）に限らず、彼国（）一体の風俗なるゆへ、上陸の後も忘るべからず。

### 洋式トイレの使い方
洋式トイレの使い方について、次のような注意をしている。
彼国の大便所は、家の内にあるものも船中にあるものも、其模様少しも替らず。一段高き所に円（）き穴ありて、この穴に腰を据（）る趣向（）なり。然（）るに初（）て外国へ行く人など、其ことを心得ずして、日本流にすると便所を汚（）し、かならず外国人に笑はれて、面目次第もなきことあり。よく＼／つゝしむべし。

### 保険制度の説明
保険制度について、次のような説明をしている。
災難請合（）とは、商人の組合ありて、平生（）無事の時に人より割合の金を取り、万一其人へ災難あれば組合より大金を出（）して其（）損亡を救ふ仕法（）なり。

## 類似本
- 西洋旅案内はベストセラーになり、たくさんの偽版が出版された[3]。
- 仮名垣魯文は西洋旅案内を戯作本に仕立てて、『西洋道中膝栗毛』を出版した[4]。
- 慶應義塾同社吉田賢輔纂輯『西洋旅案内外篇』が1869年（明治2年）に出版されている[3]。